# Gustavo Ferrés
Gustavo Ferrés Pacheco (Uruguay, 18 de enero de 1945) es un abogado y político uruguayo, quien se desempeñó como subsecretario (viceministro) del Ministerio de Ganadería, Agricultura y Pesca entre 1990 y 1991. 

## Primeros años
Cursó estudios en la Facultad de Derecho de la Universidad de la República, hasta obtener el título de abogado, prestando juramento en febrero de 1975.
En 1972 realizó un curso en el Instituto de Marketing Internacional de la Universidad de Harvard.
Ejerció su profesión en forma particular, especializándose en derecho comercial y comercio exterior, siendo socio fundador en 1983 junto a Sergio Abreu del estudio jurídico Abreu, Abreu & Ferrés.
A partir de 1975 se desempeñó como asesor letrado en la Dirección General de Catastro del Ministerio de Economía y Finanzas,ocupando el cargo de Subdirector técnico de oficina en 1978.

## Actividad partidaria. Senador suplente
Adherente al Partido Nacional, fue cofundador del Movimiento Renovación y Victoria, liderado por Gonzalo Aguirre, cuya dirección integró.
En las elecciones de 1989, figuró como tercer suplente de Aguirre, primer titular en la lista de candidatos a la Cámara de Senadores del sublema Herrerismo-Renovación y Victoria.Tras la renuncia de Aguirre, electo vicepresidente de la República, la titularidad de la banca fue ocupada durante la XLIII Legislatura por el primer suplente, Bari González Modernel. Ferrés ingresó al Senado durante un mes, entre agosto y setiembre de 1993, a cubrir una suplencia del mismo.
En años posteriores integró la dirección de las agrupaciones Reconstrucción Nacional y Dignidad Nacional, ambas encabezadas por Sergio Abreu.

## Subsecretario de Ganadería, Agricultura y Pesca
En marzo de 1990, el nuevo presidente Luis Alberto Lacalle y su primer ministro de Ganadería, Agricultura y Pesca, Álvaro Ramos, designaron a Ferrés como subsecretario de dicha cartera,reemplazando a Alberto André.
Ocupó dicho cargo durante casi dos años, hasta que en diciembre de 1991 fue sucedido por Pedro Saravia Fratti.

## Cargos públicos posteriores
Pocos días después de dejar su cargo como Subsecretario pasó a desempeñarse como asesor honorario en materia agropecuaria de la Comisión Sectorial para el Mercado Común del Sur.
Fue Director Ejecutivo Titular ante el Fondo Financiero para el Desarrollo de la Cuenca del Plata (FONPLATA)cesando en dicho cargo en marzo de 1995 al iniciarse el segundo gobierno de Julio María Sanguinetti.
Se desempeñó igualmente como delegado del Uruguay en la Comisión Técnica Mixta del Frente Marítimo,ocupando la vicepresidencia y la presidencia de la misma.

## Otras actividades
Fue consejero de la Alianza Cultural Uruguay-Estados Unidos entre 1987 y 1996.
Es autor del libro De Vilassar de Mar al Río de la Plata, Historia de la emigración de Catalunya al Uruguay en el Siglo XIX. Trayectoria de la familia Ferrés i Carrau, que narra la historia de su familia paterna.

## Vida personal
Contrajo matrimonio en 1970 con Ángela Inés Rubio Rubio,con quien tuvo cinco hijos.
Uno de sus hijos, Rodrigo Ferrés Rubio, se ha desempeñado como Prosecretario y luego como Secretario de la Presidencia durante el gobierno de Luis Lacalle Pou.